# Erwin Pröll

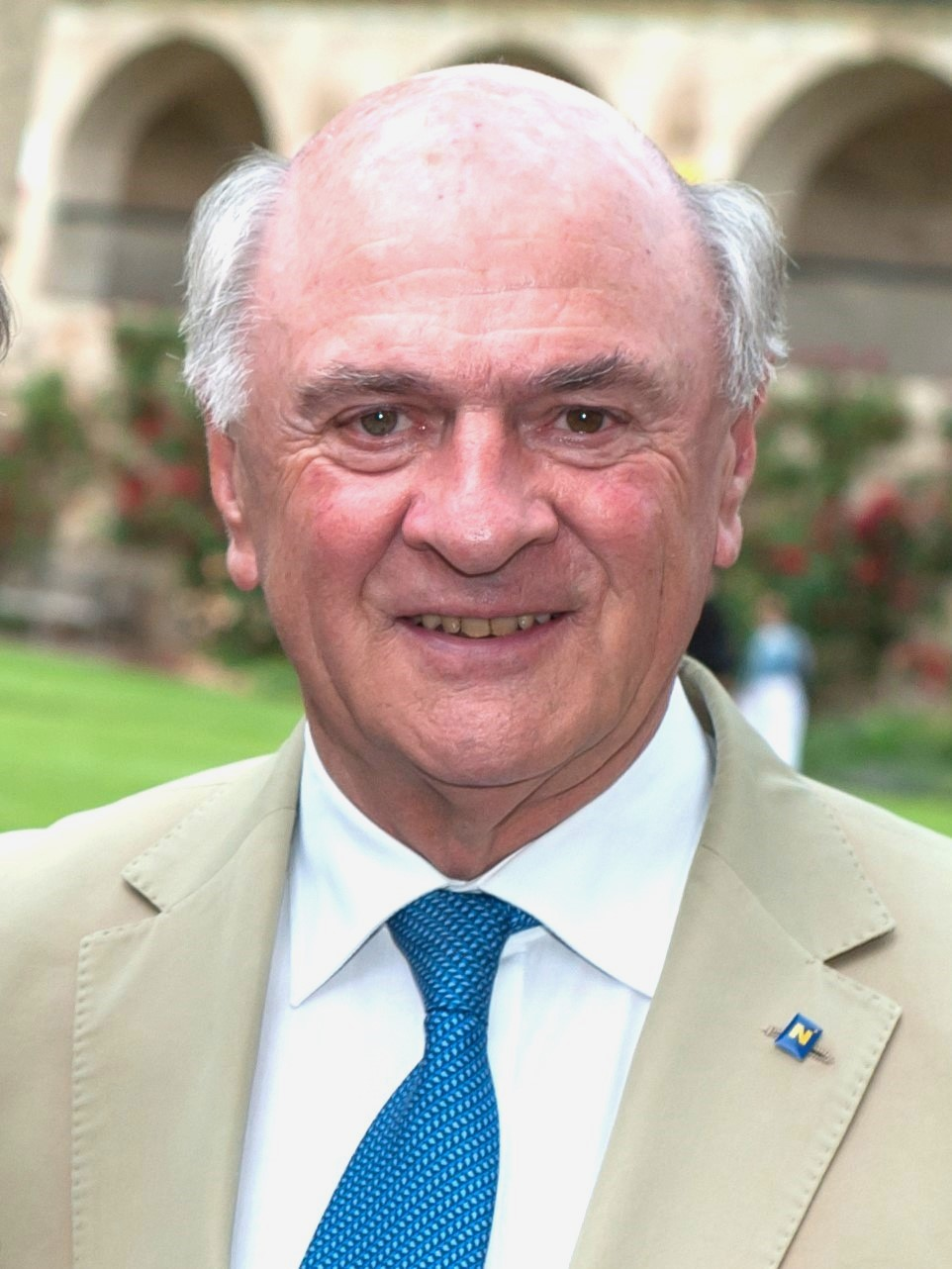
Erwin Pröll (2016)

Erwin Pröll (* 24. Dezember 1946 in Radlbrunn, Niederösterreich) ist ein ehemaliger österreichischer Politiker (ÖVP), der von 1992 bis 2017 Landeshauptmann von Niederösterreich war.
Von 1980 bis 1981 war er Landesrat in der Niederösterreichischen Landesregierung Maurer IV, danach bis 1992 1. Landeshauptmann-Stellvertreter (Landesregierungen Ludwig I, Ludwig II, Ludwig III). Von 1992 bis 2017 war er Landesparteiobmann der Volkspartei Niederösterreich.

## Leben
Prölls Eltern waren Weinbauern. Er besuchte die Volksschule in Radlbrunn und die Hauptschule in Ziersdorf. Nach der Matura in Tulln studierte er an der Universität für Bodenkultur Wien und schloss 1976 sein Studium als Agrarökonom mit dem akademischen Grad Dr. nat. tech. ab. Noch vor seiner Promotion wurde er 1972 als wirtschaftspolitischer Referent in den Österreichischen Bauernbund geholt. Mit 33 Jahren wurde er in die niederösterreichische Landesregierung gewählt, seit Jänner 1981 als Landeshauptmann-Stellvertreter. Am 22. Oktober 1992 wurde Pröll Landeshauptmann von Niederösterreich. Mit 25 Jahren Amtszeit war er nach Heinrich Gleißner der am längsten dienende österreichische Landeshauptmann.
Gemeinsam mit seiner Ehefrau Elisabeth (geboren 1950 in Wien als Elisabeth Terebesy) hat er vier Kinder. Er ist der Onkel des ehemaligen österreichischen Bundesministers für Finanzen und Vizekanzlers Josef Pröll.
Er ist Ehrenmitglied der Ö.k.a.V. Rhaeto-Danubia Wien, der K.Ö.H.V. Franco-Bavaria Wien, der K.Ö.A.V. Floriana St. Pölten im Österreichischen Cartellverband (ÖCV) und bei der K.Ö.Agr.St.V. Bergland zu Wieselburg im Mittelschüler-Kartell-Verband (MKV). Außerdem ist er Mitglied der Rotarier.

## Politischer Werdegang
- Landesrat vom 27. März 1980 bis zum 22. Jänner 1981
- Landeshauptmann-Stellvertreter vom 22. Jänner 1981 bis zum 21. Oktober 1992
- Landeshauptmann vom 22. Oktober 1992 bis 19. April 2017

## Politisches Wirken
In seine Amtszeit fiel die Übersiedlung der niederösterreichischen Landesregierung mit dem Amt der NÖ Landesregierung und weiterer Institutionen von Wien in das Sankt Pöltner Landhausviertel.
Pröll gilt als Verfechter der sogenannten Großen Koalition aus ÖVP und SPÖ. Im Jahr 2000 war er noch Befürworter von Schwarz-Blau, zwei Jahre später sprach er sich gegen ein neuerliches Zusammengehen mit der FPÖ aus. Pröll pflegt auch ein gutes Verhältnis zum ehemaligen Wiener Bürgermeister Michael Häupl (SPÖ). Pröll gilt in der ÖVP als einer der einflussreichsten Politiker, der sich zugleich öffentlich gerne gegen die Bundes-ÖVP stellt. So führte Pröll vor der Bundespolitik die Senkung der Schülerhöchstzahl auf 25 ein, präsentierte ein eigenständiges Pflegemodell oder auch ein Schulmodell für Niederösterreich.
Bereits als junges Mitglied der Landesregierung verfolgte Pröll Umweltthemen und forderte eine CO2-Abgabe.
Von 1992 bis 2017 war er als Nachfolger von Siegfried Ludwig Landeshauptmann von Niederösterreich und bei den niederösterreichischen Landtagswahlen in den Jahren 1993, 1998, 2003, 2008 und 2013 Spitzenkandidat der ÖVP Niederösterreich. Bei der ersten Landtagswahl mit Pröll als Spitzenkandidat 1993 verlor die ÖVP 3,37 % der abgegebenen Stimmen und konnte bei der darauffolgenden Landtagswahl 1998 mit einem Plus von 0,64 % der abgegebenen Stimmen 44,87 Prozent erreichen.
Prölls in Niederösterreich geplante Handymastensteuer sorgte für europaweite Aufregung. Diese Steuer wurde zunächst mit den Stimmen von ÖVP und SPÖ beschlossen, nach einer Einigung mit den Mobilfunkbetreibern über gemeinsam errichtete und benutzte Masten jedoch wieder abgeschafft, was von EU-Kommissarin Viviane Reding begrüßt wurde.
2003 erreichte die ÖVP Niederösterreich bei den Landtagswahlen mit 53,3 Prozent erstmals seit 1983 wieder die absolute Mehrheit. Während seiner dritten Amtszeit wurde das Institute of Science and Technology Austria in Klosterneuburg realisiert.  In diese Amtszeit fielen auch Projekte wie der Campus Krems, das Krebsforschungszentrum MedAustron in Wiener Neustadt, das Forschungszentrum Tulln, der Wirtschafts- und Gewerbepark Industriezentrum NÖ Süd sowie die erste Biospritanlage Österreichs im Tullnerfeld. 2007 wurde Niederösterreich durch die EU-Kommission als innovativste Region Europas ausgezeichnet.  Im ersten Halbjahr 2006 war er Gastgeber einer Subsidiaritätskonferenz von EU-Politikern.
Bei der niederösterreichischen Landtagswahl 2008 erreichte die ÖVP mit Spitzenkandidat Pröll erneut die absolute Mehrheit mit 54,39 Prozent der abgegebenen Stimmen und 1,1 Prozentpunkten mehr als 2003. Hauptmotive für die ÖVP-Wähler waren laut Umfragen der Spitzenkandidat Pröll und die gute Entwicklung Niederösterreichs. Im Wahlkampf hatten sich prominente Persönlichkeiten für Pröll ausgesprochen, darunter „auch nicht allzu bürgerliche Künstler wie der Karikaturist Manfred Deix und die Schauspielerin Erika Pluhar“, aber auch der österreichische Fußball-Teamchef Josef Hickersberger, der Festspielleiter Harald Serafin und der Schauspieler Felix Dvorak. Während des Wahlkampfs hatte sich Pröll gegen den Bau von Minaretten in Niederösterreich ausgesprochen und diese als „artfremd“ bezeichnet, außerdem hatte er vorgeschlagen, die Strafregisterauszüge von Asylwerbern zu publizieren.
Bei der niederösterreichischen Landtagswahl 2013 erreichte die ÖVP mit Spitzenkandidat Pröll knapp die absolute Mehrheit mit 50,79 Prozent der abgegebenen Stimmen und damit 3,6 Prozentpunkte weniger als bei der Landtagswahl 2008.
Pröll wurde innerhalb der ÖVP immer wieder als Anwärter für das Amt des Bundespräsidenten gehandelt, zuletzt bei der Bundespräsidentenwahl in Österreich 2016. In mehreren Interviews gab er jedoch wiederholt bekannt, dass dieses Amt nicht in seiner „Lebensplanung“ vorgesehen sei.
Am 17. Jänner 2017 gab Pröll bekannt, dass er im März des Jahres von allen seinen politischen Ämtern zurücktreten werde. Am 18. Jänner 2017 wurde darauf in einer Pressekonferenz seine Stellvertreterin Johanna Mikl-Leitner als Nachfolgerin präsentiert, welche am 19. April 2017 zur neuen Landeshauptfrau gewählt wurde.
Am 24. März 2017 wurde Pröll im Zuge des Landesparteitags 2017 zum Ehrenparteiobmann der Volkspartei Niederösterreich gewählt.
Am 7. September 2017 wurde Pröll zum Honorarkonsul der Republik Slowenien in Niederösterreich ernannt.
Im ersten Halbjahr 2018, während Bulgarien den EU-Ratsvorsitz innehatte, war Pröll als Berater für den bulgarischen Ministerpräsidenten, Bojko Borissow tätig.
Im Februar 2018 unterschrieb Pröll, entgegen dem ÖVP/FPÖ-Regierungsprogramm im Bund, neben anderen prominenten ÖVP-Politikern das Anti-Raucher-Volksbegehren Don't smoke, das sich für ein generelles Rauchverbot in der Gastronomie einsetzt.

## Kritik
Ein Hauptkritikpunkt an Prölls Umgang mit Kritik ist die angebliche Vereinnahmung der Medien, besonders des ORF Niederösterreich und der Niederösterreichischen Nachrichten; kritische Berichte würden mit Androhung des Anzeigenentzugs befreundeter Wirtschaftsunternehmen beantwortet.
Peter Rabl schrieb in der österreichischen Tageszeitung Kurier: „Pröll hat das Land mit starker, gelegentlich brutaler Hand, aber mit großer persönlicher Offenheit und Breite sehr erfolgreich geführt. Bezeichnenderweise fallen den Wahlkämpfern der anderen Parteien kaum sachliche Vorwürfe gegen die bisherige Landespolitik ein.“ Pröll wurde in der Wiener Zeitung als „traditioneller Machtpolitiker“ beschrieben, den „eine fast legendäre Jovialität“ umgebe, die „jedoch oft nur bis zur ersten kritischen Frage“ andauere, weswegen es Journalisten „nicht immer leicht mit Erwin Pröll“ hätten. Gerald John vom Standard fasste es so zusammen: „Wer, vom Pfarrer bis zum Journalisten, zur falschen Zeit aufmuckt, wird mitunter zusammengestaucht. Widerspruch ist in Prölls politischem Mikrokosmos nicht vorgesehen.“ Eric Frey vom Standard schreibt zu Pröll: „Pröll macht mir Angst. Er ist ein charismatischer, aber willkürlicher, autoritärer und nachtragender Machtmensch, der glaubt, dass sein Wille Gesetz ist. Eine echte Opposition hat er keine, kritische Landesmedien auch nicht.“
Mit 150.000 Euro, die dem Politiker 2006 zu seinem 60. Geburtstag von nicht namentlich bekannten Spendern zuflossen, richtete er 2007 die Dr. Erwin Pröll Privatstiftung, eine wohltätige Privatstiftung, ein. Diese kam Anfang 2017 in die Kritik, nachdem bekannt wurde, dass von der niederösterreichischen Landesregierung mehr als eine Million Euro an Förderungen dafür beschlossen wurden, ohne jemals die Öffentlichkeit über die Förderung zu informieren. Eine Untersuchung des Landesrechnungshofes kam zum Schluss, „dass die Förderung im Rahmen der Privatwirtschaftsverwaltung abgewickelt wurde, dass die Vorgangsweise von den Allgemeinen Richtlinien für Förderungen des Landes Niederösterreich abwich, ohne dass dies in den Regierungsbeschlüssen ausdrücklich ausgesprochen wurde, sich auf kein Förderungsgesetz stützen konnte und mit Interessenkollisionen behaftet war“. Die Stiftung, die bereits vor Veröffentlichung des Berichts angekündigt hatte, das geförderte Geld dem Land zurückzuzahlen, da die Stiftungsziele nicht erreichbar wären, hat dies, wie sich herausstellte, entgegen den eigenen Angaben nicht freiwillig getan, sondern war von der zuständigen Stelle des Landes dazu aufgefordert worden.
Ein anderer Kritikpunkt betrifft sein laut Anneliese Rohrer verlorenes Gefühl für die Unterscheidung von Schicklichem und Unschicklichem.

## Trivia
Pröll hat, nach eigener Angabe im Jahr 1995, nur „ein einziges Buch ganz gelesen“ (Karl Mays Der Schatz im Silbersee). Er ist leidenschaftlicher Radsportler. Nach ihm wurde die Dr.-Erwin-Pröll-Warte am Hirschenkogel benannt.
Im August 2017, Juli 2018 und im Juni 2025 erlitt Pröll Fahrradunfälle, bei denen er sich schwer verletzte.

## Auszeichnungen
- Leopoldskreuz in Gold (1985)
- Goldenes Komturkreuz mit dem Stern des Ehrenzeichens für Verdienste um das Bundesland Niederösterreich
- Ehrenzeichen des jordanischen Unabhängigkeitsordens
- Großkreuz des königlich niederländischen Verdienstordens von Oranien-Nassau
- Großkreuz des königlich spanischen Zivilverdienstordens
- Großkreuz des päpstlichen Gregoriusordens
- Großes Verdienstkreuz mit Stern und Schulterband des Verdienstordens der Bundesrepublik Deutschland
- Silberne Florianiplakette des Niederösterreichischen Landesfeuerwehrverbandes (1982)[35]
- Großes Silbernes Ehrenzeichen am Bande für Verdienste um die Republik Österreich[36] (1997)
- Großes Goldenes Ehrenzeichen für Verdienste um das Land Wien (1998)
- Ferdinand-Raimund-Ring (1999)
- Großes Goldenes Ehrenzeichen am Bande für Verdienste um die Republik Österreich[37] (2005)
- Bayerische Europa-Medaille (2008)
- Ehrenring der Österreichischen Akademie der Wissenschaften (2009)
- Ehrenmitgliedschaft des Niederösterreichischen Kameradschaftsbundes (2010)[38]
- Grosskreuz des Fürstlich Liechtensteinischen Verdienstordens (2012)[39]
- Großes Ehrenzeichen des Landes Oberösterreich (2012)
- Großer Verdienstorden des Landes Südtirol (2013)
- Komturkreuz mit Stern für Verdienste um das Land Burgenland (2014)
- Stern zum Leopoldskreuz in Gold (2015)[40]
- bulgarischer Orden Stara Planina I. Grad (2016)[41]
- Großes Goldenes Ehrenzeichen des Landes Steiermark mit dem Stern (2017)[42]
- Ehrenring des Landes Niederösterreich (2017)
- Ehrenritter des habsburgischen St. Georgs-Ordens[43]
- Florianiplakette der Freiwilligen Feuerwehr Krems/Donau in Gold (2018)[44]
- Ehrensenator der Universität für Weiterbildung Krems (2022)[45][46]

## Ehrenbürgerschaften
- Er ist Ehrenbürger mehrerer Gemeinden, z. B. in Berndorf, Frankenfels, Gföhl, Hinterbrühl, Japons, Krems an der Donau, Langenrohr, Leobersdorf, Maria Taferl, Mistelbach, Mitterbach am Erlaufsee, Moorbad Harbach, Oed-Öhling, Prottes, Pulkau, Purkersdorf, Reichenau an der Rax, Stadt Haag, Traismauer und Yspertal. Im Dezember 2018 wurde ihm die Ehrenbürgerschaft von St. Pölten verliehen, nach eigenen Angaben seine 77. Ehrenbürgerschaft.[47]

## Filme
- André Hellers Menschenkinder. Erwin Pröll, Produktion Danny Krausz und Kurt Stocker, ORF III, 2017.

## Publikationen
- 2020: Außer Dienst: Ein neuer Anfang, nachgefragt von Barbara Stöckl, Amalthea Signum, Wien 2020, ISBN 978-3-99050-167-2
- 2020: Mein Niederösterreich: Eine Liebeserklärung, mit Marlene Groihofer und Barbara Wirl (Fotografie), Ueberreuter, Wien 2020, ISBN 978-3-8000-7749-6
- 1977: Regionalanalyse des pol. Bez. Hollabrunn: Chancen für die Landwirtschaft im Grenzland. Hochschulschrift der Universität für Bodenkultur Wien